# Ludlul bel nemeqi

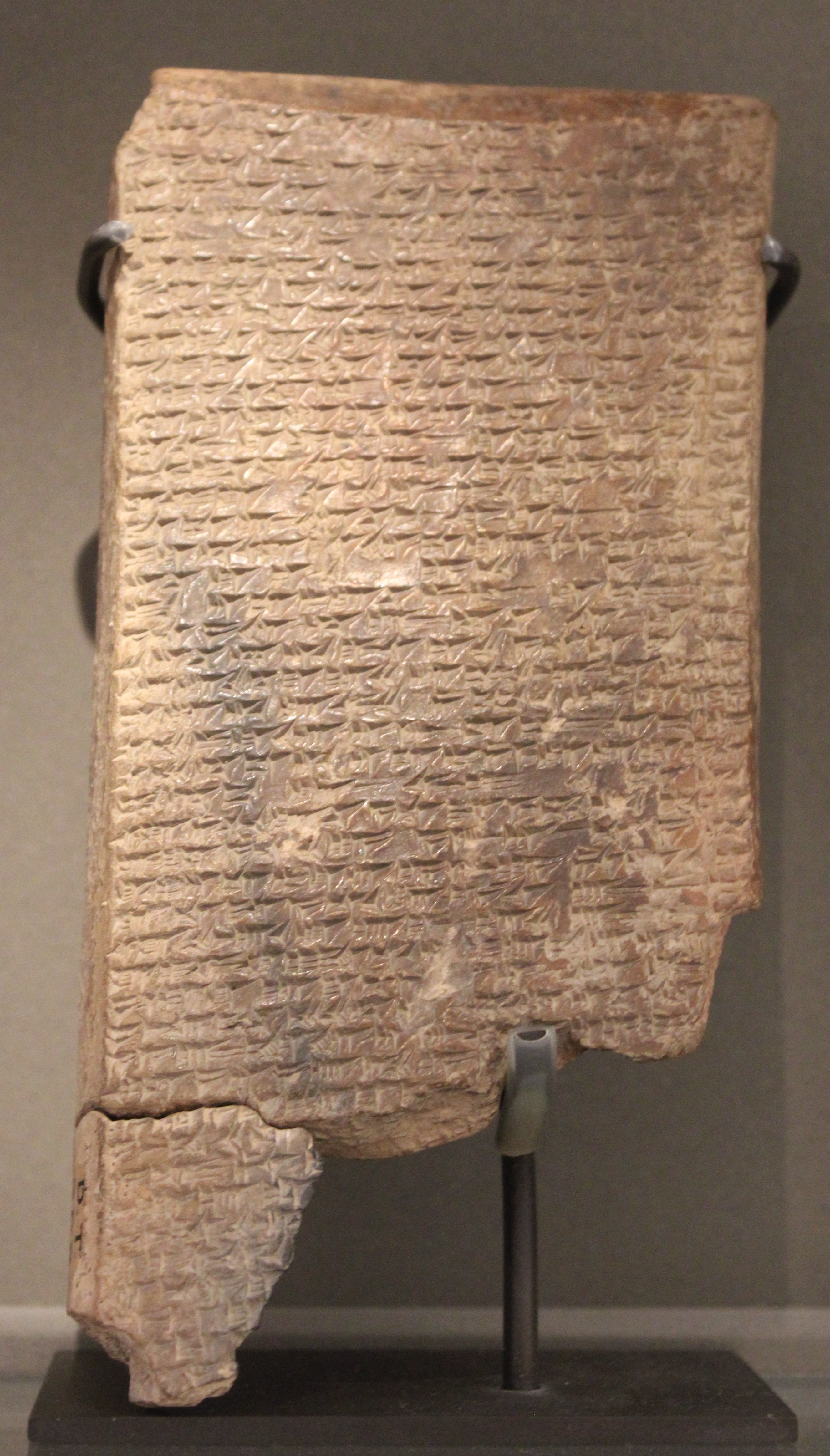
Tablette du Ludlul bēl nēmeqi, provenant de Ninive, Musée du Louvre (dépôt du British Museum).

Ludlul bēl nēmeqi est un texte de la littérature sapientiale mésopotamienne. Son nom antique, signifiant en akkadien « Je loue le seigneur très sage », est en fait son incipit (la première ligne du texte) comme cela est l'habitude en Mésopotamie antique. Il est couramment appelé « Poème du juste souffrant » ou « Monologue du juste souffrant ». Il a été rédigé durant la seconde moitié du IIe millénaire av. J.-C. Il s'agit d'une complainte adressée par un homme nommé Shubshi-meshre-Shakkan à son dieu, en l'occurrence Marduk, le grand dieu de Babylone, accompagnée de descriptions de symptômes et remèdes exorcistiques et médicaux. Ce texte (ou du moins sa première partie) est couramment comparé au livre de Job dans l'Ancien Testament, qui fait à peu près les mêmes conclusions à partir d'une situation ressemblant à celle-ci, même si les conceptions théologiques sur la nature de la faute sont différentes.

## Résumé
Un homme qui dit avoir un comportement pieux, issu d'une famille noble, est tombé en disgrâce auprès de son roi, et subit les calomnies de ses rivaux, et les critiques de sa famille. Une grande partie du texte concerne la description de maladies touchant le narrateur, et de ses tentatives de guérison avec l'aide de différents exorcistes. Il ne comprend pas pourquoi cela lui arrive, car il a été toujours respectueux de son dieu et sa piété est irréprochable. L'idéal mésopotamien veut en effet que les dieux punissent les impies, et récompensent ceux qui sont pieux. Le plaignant ne comprend donc pas ce qui lui arrive, puisqu'il ne voit pas où il a manqué à ses devoirs. Il finit par aboutir à la conclusion que les voies des dieux sont impénétrables, et même si l'attitude de son dieu est pour lui un mystère, il continue de lui faire confiance, et sa ferveur ne diminue pas. À la fin, Marduk finit par s'apitoyer sur le sort de son fidèle, et lui vient en aide. L'histoire se termine donc bien, et l'homme retrouve son rang passé.

## Morale
Ce récit reste très fidèle à la morale mésopotamienne : on ne peut certes pas comprendre l'attitude des dieux, mais même si on trouve la situation qui apparaît comme injuste, il ne faut pas leur en vouloir, et il faut rester pieux. L'expression de « juste souffrant » pour le narrateur de ce texte est contestable dans la mesure où il met surtout en avant sa piété et le fait qu'il ignore ses fautes, et non sur sa vertu et son innocence. Le propos final reste optimiste, puisque s'il est fait confiance aux dieux et au fait qu'ils connaissent la vérité même si les hommes l’ignorent, ils finissent par venir en aide à ceux qui sont vraiment pieux.

## Extrait
« Marduk, les cieux ne peuvent porter le poids de ses mains,
mais sa main légère retient (l'homme) voué à la mort.
Par sa colère, les tombes s'ouvrent,
par sa miséricorde, il relève de la catastrophe l'homme tombé.
Quand il s'irrite, déesse et dieu reculent ;
il vient en aide à celui que (même) son dieu repousse.
Si dure que soit la punition, tout à coup il la supprime ;
il pardonne et, sur le champ, les douleurs saisissent l'accouchée ;
il accourt et lui soigne le ventre,
puis il l'entoure d'attentions comme une vache son veau.
Ses coups pénètrent, ils transpercent le corps ;
mais doux sont ses bandages, ils sauvent de la mort.
Il parle et fait tomber dans le crime ;
au jour de son euphorie, faute et pêché sont enlevés. (...)
Marduk pénètre ce que disent les dieux dans (leur) cœur,
(mais) aucun dieu n'a vent de son décret.
Si lourd que (pèse) sa main, son cœur est miséricordieux ;
si terribles que soient ses armes, sa volonté opère guérison.
Sans son bon plaisir, qui pourrait atténuer son coup ? »

— Extrait du Ludlul bel nemeqi.